# Момчило Мома Станојловић
Момчило Мома Станојловић (Крагујевац, 5. август 1916 — Тјентиште, 13. јун 1943) био је пилот ЈКРВ, учесник Народноослободилачке борбе и народни херој Југославије.

## Биографија
Рођен је у 5. августа 1916. године у Крагујевцу. После завршене гимназије уписао је Војну академију, затим је похађао ваздухопловну школу у Панчеву, и стекао звање војног пилота.
Почетак рата, априла 1941. године, затекао га је у чину поручника на летилишту у Шарлицама, код Ниша, на коме су Немци првог дана рата уништили већину авиона. У току повлачења, Мома Станојловић је, с групом ваздухопловаца, учествовао, 15. априла, у одбрани Ужица. У тим борбама је био лакше рањен.
После капитулације, није дозволио да га заробе, већ се, наоружан, с неколико другова пребацио у Крагујевац, где је илегално живео до одласка у партизане. У међувремену повезао се са члановима Комунистичке партије Југославије, по чијим је налозима активно радио на припреми устанка. Окупљао је људе који су хтели да се боре, организовао борбене десетине, прикупљао оружје, растурао летке и ширио идеје КПЈ о устанку.
У партизане је ступио у току лета 1941. године. Још пре изласка из града, Окружни комитет КПЈ за Крагујевац именовао га је за командира једне од три чете Крагујевачког партизанског одреда. У току августа 1941. године постао је члан Комунистичке партије Југославије. Истакао се у току обезбеђивања саветовања Главног штаба НОП одреда Србије, одржаног септембра 1941. године у селу Дуленима. Пошто је и у другим борбама испољио велику храброст и умешност у командовању, постављен је за команданта Трећег батаљона Крагујевачког партизанског одреда.
После Прве непријатељске офанзиве, у јесен 1941. године, са главнином Крагујевачког партизанског одреда, повукао се у Санџак. Када је 21. децембра 1941. године у Рудом, формирана Прва пролетерска ударна бригада, Мома Станојловић је постављен на дужност командира Друге чете Крагујевачког батаљона, који се истако већ у првој борби бригаде, 22. децембра, у селу Гаочићима, када је заробљено 120 Италијана. Септембра 1942. године, у Босанском Петровцу, Мома је постављен за политичког комесара, а убрзо и за команданта Крагујевачког батаљона. Он је био први предратни активни официр који је постао политички комесар у Народноослободилачкој војсци, и то у батаљону у ком је било више истакнутих учесника радничког и студентског покрета.
Са својим батаљоном прошао је низ тешких борби на Ситници и Јајцу, код Котор-Вароши и на Иван-седлу. Храброст је посебно доказао у извлачењу из усташког гарнизона у Бугојну, јула 1942. године. У многим тешким ситуацијама био је смирен и проницљив командант. У борби за прелазе на Тари, у Петој офанзиви, када је његов батаљон упорно одржавао положај на Илијиној Глави, Мома је добио наређење да пређе у састав Треће пролетерске санџачке ударне бригаде, у којој је постављен за заменика команданта бригаде.
Погинуо је 13. јуна 1943. године изнад Тјентишта, на левој обали реке Сутјеске, у непосредној близини места где је погинуо и Сава Ковачевић.
Указом Президијума Народне скупштине Федеративне Народне Републике Југославије, 23. јуна 1948. године, проглашен је за народног хероја.
Ваздухопловни завод „Мома Станојловић“ оружаних снага Републике Србије у Батајници носи његово име. По њему се зове ОШ „Мома Станојловић“ Крагујевац.